# Номерні знаки Сан-Марино

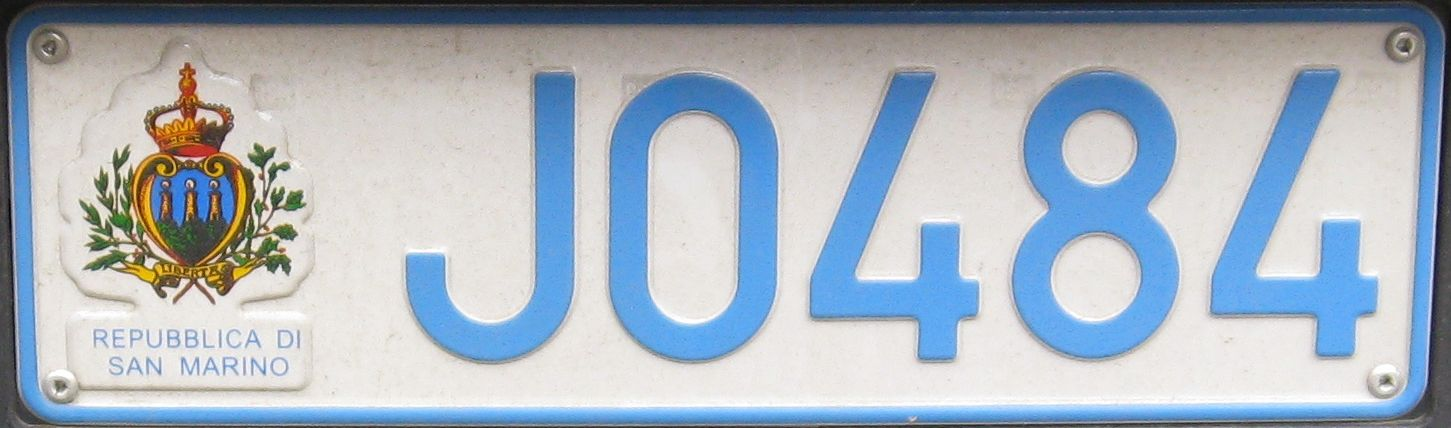
Стандартний номерний знак.

Автомобільні номерні знаки Сан-Марино використовуються для реєстрації транспортних засобів у Сан-Марино. Вони використовуються для перевірки законності використання, наявності страхування та ідентифікації транспортних засобів.
Приватні транспортні засоби мають стандартні номерні знаки з білим тлом і блакитними символами. Ліворуч розміщений герб Сан-Марино. Комбінація символів включає одну літеру та чотири цифри, які не мають географічної прив'язки, а випускаються виключно за серійним принципом. Окремі транспортні засоби містять міжнародний ідентифікаційний код країни «RSM» чорним кольором на білій овальній наклейці.
З 2004 року в обігу перебувають індивідуальні номерні знаки.

## Спеціальні
| Код     | Тип                              | Приклад   |
| ------- | -------------------------------- | --------- |
| CD      | Дипломатичні                     |           |
| CRS     | Червоний Хрест                   |           |
| E       | Тимчасові                        |           |
| GE      | Жандармерія                      |           |
| POLIZIA | Поліція, Збройні сили Сан-Марино |           |
| PROVA   | Тестові                          |           |
| R       | Причіп                           |           |
| VE      | Електромобіль                    | miniatura |
| VU      | Муніципальна поліція             |           |